# Diabo (departamento)
Diabo es un departamento de la provincia de Gourma, en la región Este, Burkina Faso. A 1 de julio de 2018 tenía una población estimada de 55 913 habitantes.
Se encuentra ubicado cerca del parque nacional de Arli y de la frontera con Níger y Benín.